# Чён Кинлок
Чён Кинлок? (англ. Cheung King Lok, кит. трад. 張敬樂, упр. 张敬乐, пиньинь Zhāng Jìnglè, палл. Чжан Цзинлэ; род. 8 февраля 1991, Гонконг) — гонконгский трековый и шоссейный велогонщик, выступающий с 2016 года за команду Mitchelton-Scott. Бронзовый призёр Чемпионат мира по трековым велогонкам 2014 года в Скрэтче. Семикратный Чемпион Азии на треке и шоссе. Пятикратный Чемпион Гонконга по шоссейному велоспорту.

## Достижения

### Олимпийские игры
| Соревнование        | Индивидуальная гонка | Групповая гонка |
| ------------------- | -------------------- | --------------- |
| 2016 Рио-де-Жанейро | —                    | DNF             |

### Трек
2010
Азиатские игры
2-й — Индивидуальная гонка
2-й — Командная гонка
3-й — Чемпионат Азии, Командная гонка
2011
2-й — Чемпионат Азии, Командная гонка
2012
Чемпионат Азии
1-й — Индивидуальная гонка
2-й — Командная гонка
2013
3-й — Чемпионат Азии, Командная гонка
2014
Чемпионат Азии
1-й — Мэдисон
1-й — Гонка по очкам
2-й — Командная гонка
3-й — Омниум
Кубок Гонконга
1-й — Гонка по очкам
1-й — Командная гонка
1-й — Индивидуальная гонка
3-й — Чемпионат мира в Скрэтче
3-й — Азиатские игры в Омниуме
2015
Чемпионат Азии
1-й — Мэдисон
2-й — Индивидуальная гонка
UCI Track Cycling World Cup
1-й Гонка по очкам
2016
Чемпионат Азии
1-й — Индивидуальная гонка
2-й — Гонка по очкам
2-й — Мэдисон

### Шоссе
2008
1-й — Фестиваль Спорта (Гонконг)
2009
1-й — Чемпионат Азии среди юниоров в индивидуальной гонке
2010
1-й на этапе 10 — Тур Кореи
4-й — Чемпионат Азии в индивидуальной гонке
2011
1-й  — Чемпионат Китая в индивидуальной гонке
3-й — Чемпионат Гонконга U-23 в групповой гонке
2012
1-й  Молодёжная классификация — Тур Кумано
2-й Чемпионат Китая в индивидуальной гонке
4-й — Тур озера Тайху
10-й — Тур Хайнаня
1-й на этапе 6
2013
1-й  — Чемпионат Китая в индивидуальной гонке
2-й — Чемпионат Гонконга в индивидуальной гонке
2-й — Тур Кореи
1-й  Молодёжная классификация
3-й — Чемпионат Гонконга в групповой гонке
Чемпионат Азии
4-й — U-23 в групповой гонке
6-й — U-23 в индивидуальной гонке
7-й — Тур Таиланда
8-й — Тур Китая
2014
1-й  — Чемпионат Гонконга в индивидуальной гонке
1-й  — Чемпионат Гонконга в групповой гонке
2-й — Тур Таиланда
6-й — Чемпионат Азии в индивидуальной гонке
9-й — Тур Кореи
2015
1-й  — Чемпионат Гонконга в индивидуальной гонке
3-й — Тур Таиланда
3-й — Джеладжах Малайзия
7-й — Тур Иджена
1-й на этапе 1
10-й — Тур Фучжоу
2016
Чемпионат Азии
1-й в индивидуальной гонке
1-й в групповой гонке
1-й  — Чемпионат Гонконга в индивидуальной гонке
1-й  — Чемпионат Гонконга в групповой гонке

### Статистика выступлений наГранд Турах
- Тур де Франс
  - Участие:0

- Джиро д'Италия
  - Участие:0

- Вуэльта Испании
  - Участие:0